# David Footman
David John Footman (* 17. September 1895 in Faringdon, Watchfield, Berkshire, Großbritannien; † 8. Oktober 1983) war ein britischer Autor, Diplomat und Nachrichtendienstler.

## Leben und Tätigkeit
Footman war der Sohn eines Pfarrers. Nach dem Schulbesuch studierte er am New College der Universität Oxford. Unterbrochen wurde sein Studium von der Teilnahme am Ersten Weltkrieg mit dem Royal Berkshire Regiment. Während des Krieges wurde er mit dem Military Cross dekoriert. Anschließend trat er in den britischen diplomatischen Dienst ein.
Als Diplomat wurde Footman auf konsularischen Posten im levantinischen Raum eingesetzt: in Jugoslawien, Alexandria und Port Said. 1929 quittierte er den Dienst, um Manager der Gramophone Company in Wien zu werden. 1932 ging er als Repräsentant der Londoner Bank Glyn Mills nach Belgrad.
1935 trat Footman in den Dienst des Secret Intelligence Service (SIS), des britischen Auslandsnachrichtendienstes (auch bekannt als MI6). In diesem wurde er Leiter der Section I des MI6, die für die Beschaffung und Auswertung politischer Informationen zuständig war. Footman warb 1936 den BBC-Mitarbeiter (und Mitarbeiter des sowjetischen Nachrichtendienstes) Guy Burgess, um kommunistische Aktivitäten in den Medien aufzuspüren. Während des Zweiten Weltkrieges leitete er die für die nachrichtendienstliche Bearbeitung der Sowjetunion zuständige Abteilung des MI6.
Aufgrund seiner nachrichtendienstlichen Tätigkeit geriet Footman Ende der 1930er Jahre ins Visier der nationalsozialistischen Polizeiorgane, die ihn als wichtige Zielperson einstuften: Im Frühjahr 1940 setzte das Reichssicherheitshauptamt in Berlin ihn auf die Sonderfahndungsliste G.B., ein Verzeichnis von Personen, die im Falle einer erfolgreichen Invasion und Besetzung der britischen Inseln durch die Wehrmacht von den Besatzungstruppen nachfolgenden Sonderkommandos der SS mit besonderer Priorität ausfindig gemacht und verhaftet werden sollten.
Nachdem Footman in jüngeren Jahren einige belletristische Arbeiten verfasst hatte, veröffentlichte er in späteren Jahren zahlreiche wissenschaftliche Werke über Russland bzw. die Sowjetunion. 1974 legte er seine Autobiographie vor. Einige Jahre nach Footmans Tod verfasste Desmond Bristow, ein pensionierter leitender MI-6-Mitarbeiter, seine Erinnerungen, in denen er unterstellte, David Footman habe für den sowjetischen Geheimdienst gearbeitet.
1927 heiratete Footman die Schauspielerin Joan Isabelle Footman (1907–1960), die Ehe wurde 1936 geschieden.

## Schriften
- A Pretty Pass: Or, Just a Little Careless, 1933.
- Balkan Holiday, 1935.
- Pig & Pepper. A Comedy of Youth, 1936.
- Pemberton, 1943.
- Red Prelude, 1944.
- The Primrose Path: A life of Ferdinand Lassalle, 1946.
- Ferdinand Lassalle: Romantic revolutionary. Biography, 1947.
- Siberian Partisans in the Civil War, 1954.
- Ataman Semenov, 1955.
- The Last Days of Kolčhak, 1958.
- Red Prelude: A Life of A. I. Zhelyabov, 1968. (Nachdruck 2008: Red Prelude: The Life of the Russian Terrorist, Zhelyabov)
- The Russian Revolutions, 1969.
- Civil War in Russia, 1971.
- Dead Yesterday. An Edwardian Childhood, 1974.